# Oxira nebula
Oxira nebula är en fjärilsart som beskrevs av John Henry Leech 1900. Oxira nebula ingår i släktet Oxira och familjen nattflyn. Inga underarter finns listade i Catalogue of Life.